# Mario Pavelić
Mario Pavelić (Eisenstadt, 19 settembre 1993) è un calciatore austriaco, difensore del Leobendorf.

## Carriera

### Club
Nell'estate del 2013 viene promosso nella prima squadra del Rapid Vienna dal tecnico Zoran Barišić.

### Nazionale
Pavelić ha rappresentato l'Austria nelle giovanili dall'Under-16 all'Under-19.

## Palmarès

### Club

#### Competizioni nazionali
- Coppa di Croazia: 1

Rijeka: 2018-2019
- Coppa di Lituania: 1

Žalgiris: 2022
- Campionato lituano: 1

Žalgiris: 2022
- Supercoppa di Lituania: 1

Žalgiris: 2023